# Assedio di Veprik
L'assedio di Veprik fu un episodio secondario della grande guerra del Nord: il 3 gennaio 1709 una forza svedese guidata dal re Carlo XII pose l'assedio a un piccolo forte nelle vicinanze della cittadina ucraina di Veprik, difeso da una guarnigione russa comandata dal colonnello Ferber; il 17 gennaio 1709 gli svedesi lanciarono l'assalto al forte, ma subirono pesanti perdite a causa dell'ostinata resistenza da parte della guarnigione russa, dovendo poi desistere dal continuare. Il forte capitolò poi il giorno seguente a causa della penuria di munizioni.

## Antefatti
Dopo la sconfitta patita dalla Svezia nella battaglia di Lesnaja (9 ottobre 1708), il re Carlo XII dovette abbandonare l'originario piano di avanzare verso Mosca dalla Polonia attraverso la via più breve, il varco tra i fiumi Dvina e Dnepr nei pressi della città di Smolensk: la stagione stava diventando troppo avanzata per condurre una campagna, e le tattiche di terra bruciata adottate dai russi stavano privando l'armata svedese del necessario sostentamento. Carlo XII decise quindi di marciare verso sud alla volta dell'Ucraina, dove le locali comunità di cosacchi erano insorte sotto la guida dell'atamano Ivan Mazeppa contro la dominazione russa: anche se le forze russe furono capaci di catturare e saccheggiare la capitale dei cosacchi, Baturyn, grazie ai seguaci di Mazeppa gli svedesi poterono impossessarsi delle città fortificate di Romny, Hadiach e Lokhvytsia, dove poterono trovate gli sperati rifornimenti e stabilire solidi acquartieramenti dove passare l'inverno.
L'inverno del 1708-1709 fu considerato come uno dei più freddi mai registrati in Europa, ma né Carlo XII né lo zar Pietro I di Russia decisero di arrestare le operazioni belliche: per impedire che gli svedesi potessero riprendere la marcia verso Mosca passando per Char'kov e Kursk, i russi stabilirono una serie di postazioni fortificate lungo la linea del fiume Vorlska, da cui condussero incursioni contro gli accampamenti svedesi; per mettere in sicurezza i propri quartieri invernali, Carlo decise quindi di intraprendere una serie di azioni per ricacciare i russi al di là del Vorlska, catturando i loro principali fortilizi.

## L'assedio
Il 3 gennaio 1709 una forza svedese guidata dallo stesso monarca si avvicinò alla piccola cittadina di Veprik; il centro abitato fu catturato senza combattere, ma la locale guarnigione russa si ritirò in un piccolo forte costruito su una collina nelle vicinanze: un'offerta di resa fatta alla guarnigione venne respinta, e gli svedesi si preparano per un assedio. Carlo XII disponeva di sei reggimenti di fanteria e due di dragoni, per un totale di circa 3 000 uomini; la guarnigione di Veprik, al comando di un certo colonnello Ferber o Fairbairn (un ufficiale di origine scozzese arruolatosi nell'esercito russo), disponeva di due battaglioni di fanteria regolare (circa 1 100 uomini) e 400 irregolari cosacchi, oltre a due piccoli pezzi di artiglieria: il forte non era più di una palizzata costruita sopra a un terrapieno, ma i russi lo avevano rinforzato gettandovi sopra dell'acqua che, alle bassissime temperature, era subito congelata ricoprendolo con uno spesso e scivoloso strato di ghiaccio.
Le pessime condizioni climatiche, con temperature bassissime e frequenti tempeste di neve, ritardarono l'attacco svedese fino al 17 gennaio: il piano prevedeva che, dopo una preparazione di artiglieria, tre distinte colonne assalissero il forte da tre lati diversi facendo uso di scale per superare il terrapieno, ma a causa di fraintendimenti e di una scarsa coordinazione queste finirono per attaccare una dopo l'altra e non tutte insieme, consentendo ai russi di concentrarsi su un nemico per volta. I difensori del forte si difesero con ostinazione, lanciando pietre, travi e granate contro gli assalitori intenti a scalare i terrapieni ghiacciati; i cosacchi della guarnigione disponevano di fucili da caccia a canna rigata, che benché lenti da ricaricare consentivano una gittata e una precisione superiore alle normali armi a canna liscia, e si dedicarono a un tiro selettivo contro gli ufficiali nemici e contro gli uomini che trasportavano le scale. Gli svedesi lanciarono due distinti assalti contro il forte, prima che Carlo decidesse di interrompere l'azione per il sopraggiungere della notte; fu negoziata una tregua per soccorrere i feriti e recuperare i caduti, e il monarca svedese rinnovò la sua richiesta di resta: benché ancora relativamente intatta, la guarnigione russa aveva quasi terminato le munizioni e il giorno seguente Ferber accettò di arrendersi con tutti gli onori delle armi.
L'assalto al forte di Veprik non era durato più di due ore ma gli svedesi subirono pesanti perdite, con 400 soldati uccisi e altri 600 feriti (tra cui il maresciallo di campo Carl Gustav Rehnskiöld, vicecomandante dell'armata, ferito dallo scoppio di una granata a mano); un simile tasso di perdite era insostenibile per l'armata di Carlo XII: se i russi potevano rapidamente trovare dei rimpiazzi per i loro caduti, gli svedesi si trovavano a centinaia di chilometri dalle loro basi, con linee di comunicazione fragilissime e di fatto isolati in un territorio ostile, e il problema delle risorse umane iniziava a farsi pressante. Con l'arrivo della bella stagione, Carlo abbandonò i suoi accantonamenti e si diresse ancora più a sud, sperando di trovare sostegno presso il tradizionale nemico della Russia, l'Impero ottomano.